# Jiří Soják
Jiří Soják (13. května 1936 Brno – 17. října 2012) byl československý a český botanik taxonom.
Působil v Národním muzeu v Praze. Při své vědecké práci popsal řadu rostlinných druhů. Významně se věnoval herbářovým sbírkám. Od roku 1970–1990 působil jako vedoucí botanického oddělení národního muzea. Při svých výzkumech věnoval obzvláštní pozornost rodu mochna.

## Dílo
- Soják, J. 1972 : Doplňky k nomenklatuře některých rodů (Phanerogamae). Časopis Národního Musea (Praha) Oddíl Přírodovědný 141: 61-63.
- Soják, J. 1979: Fragmenta phylotaxonomica etnomenclatorica 1. Časopis Národního Musea (Praha) Oddíl Přírodovědný 148: 193—209.
- Soják, J., 1985. Some new northern hybrids in Potentilla L. Preslia 57: 263—266
- Soják, J., 1986. Notes on Potentilla. I. Hybridogenous species derived from intersectional hybrids of sect. Niveae X sect. Multifideae. Botanische Jahrbücher für Systematic 106: 145—210
- Soják, J., 1989. Notes on Potentilla (Rosaceae) VIII. P. Mivea L. agg. Candollea 44: 741-62
- Soják, J. 2004. Potentilla L. (Rosaceae) and related genera in the former USSR (identification key, checklist and figures). Notes on Potentilla XVI. — Bot. Jahrb. Syst. 125: 253—340.
- Soják, J. 2006. New infraspecific nomenclatural combinations in twelve American species of Drymocallis and Potentilla (Rosaceae) (Notes on Potentilla XVII.). — Thaiszia — J. Bot. 16: 47-50.